# Eau Rouge
Eau Rouge är ett vattendrag i Belgien.   Det ligger i provinsen Liège och regionen Vallonien, i den östra delen av landet, 120 km öster om huvudstaden Bryssel.
I omgivningarna runt Eau Rouge växer i huvudsak blandskog. Runt Eau Rouge är det ganska tätbefolkat, med 90 invånare per kvadratkilometer.